# Ignacy Dembny
Ignacy Dembny (ur. 21 lipca 1896 w Górze k. Kobylej Góry, zm. 16 stycznia 1981 w Kaliszu) – polski żołnierz.

## Życiorys
Uczestnik walk podczas I wojny światowej: początkowo, po mobilizacji – w Królewskiej Armii Pruskiej na froncie wschodnim i zachodnim – po demobilizacji w grudniu 1918 przystąpił do organizujących się oddziałów powstańców wielkopolskich. Jako powstaniec walczył przeciw Niemcom na froncie ostrzeszowsko-kępińskim, dowodził plutonem.
W czasie okupacji członek ruchu oporu (Organizacji Jedności Narodowej) w Kaliszu, gdzie odpowiadał za dystrybucję ulotek, gazet i materiałów podziemnych. W 1943 roku został wywieziony do Niemiec.
Wyzwolony w marcu 1945 przez wojska amerykańskie, kierował przez kilka miesięcy angielskim obozem przejściowym dla Polaków powracających do Polski.
Za zasługi powstańcze doceniony zarówno przez władze II Rzeczypospolitej, jak i przez PRL – uchwałami Rady Państwa nagrodzony Wielkopolskim Krzyżem Powstańczym (1957) oraz Krzyżem Kawalerskim Orderu Odrodzenia Polski (1968).
Biografia Ignacego Dembnego została opisana Zeszytach Naukowych Kaliskiego Towarzystwa Naukowego Kalisia. Mundur Ignacego Dembnego z okresu powstania został przekazany do kaliskiego Muzeum Historii Szczypiorna, a dokumentacja przebiegu służby wojskowej wraz z wieloma cennymi zdjęciami z frontu znajduje się w Archiwum Państwowym w Kaliszu.
Zmarł w wieku 85 lat. Został pochowany na Cmentarzu Komunalnym przy ul. Poznańskiej w Kaliszu.